# Nil Superior
|  | Aquest article tracta sobre la regió del Sudan del Sud. Si cerqueu per l'estat de 1991 a 1994, vegeu «Gran Nil Superior». |

Nil Superior o Alt Nil (anglès Upper Nile) és un del deu estats del Sudan del Sud que rep el nom del Nil Blanc que rega les seves terres. Aquest estat ocupa només la part nord-est de l'antiga regió del Nil Superior, i de l'estat (1991-1994) del Nil Superior, coneguts modernament com a regió del Gran Nil Superior i estat del (Gran) Nil Superior, i dels quals van formar part els avui dia estats de Jonglei i Unitat. Té una superfície de 77.773 km² i una població de 964.353 habitants (2008). La capital és Malakal. La ciutat de Kodok, lloc on es va produir l'incident de Fashoda està situada a l'estat. L'estat va formar part del Sudan fins al 9 de juliol de 2011 quan el Sudan del Sud del que formava part es va separar.
Com els altres estats del Sudan del Sud, Nil Superior està dividit en comtat, en nombre de 12: Baliet, Fachoda, Longechuk, Maban, Malakal, Manyo, Maiwut, Melut, Nasir, Panyikang, Renk i Ulang. A Malakal es publica un diari digital, l'únic del Sudan del Sud.